# گورخا ایرلاینز
گورخا ایرلاینز (به انگلیسی: Gorkha Airlines) یک شرکت هواپیمایی با کد یاتا G1 است که در ۱۹۹۶ میلادی تأسیس شده‌است. دفتر مرکزی گورخا ایرلاینز در کاتماندو، نپال واقع شده‌است و قطب این شرکت هواپیمایی در فرودگاه بین‌المللی تریبهوان قرار دارد و به ۱۰ مقصد، پرواز انجام می‌دهد.